# Evangelische Partnerhilfe
Die Evangelische Partnerhilfe e. V., gegründet am 19. Dezember 2005, ist ein kirchlicher Hilfsverein in Hannover. Sitz der Geschäftsstelle ist Berlin.

## Geschichte
In den 1950er Jahren entstand die Hilfsaktion „Kirchlicher Bruderdienst“, mit dem kirchliche Mitarbeiter der Gliedkirchen der EKD freiwillig auf einen Teil ihres Gehaltes verzichteten, um die Brüder und Schwestern der DDR-Kirchen finanziell zu unterstützen. Rund 235 Millionen DM konnten so an Pastoren und andere in der Kirche der DDR Beschäftigte abgegeben werden. Am 1. Januar 1993 löste die Evangelische Partnerhilfe den Kirchlichen Bruderdienst ab. Seit April 2006 übernimmt der Verein Evangelische Partnerhilfe die Geschäftsführung und Verwaltung. Die Verantwortung für die Vergabe der Gelder obliegt einem Arbeitsausschuss der EKD. Der Verein „Evangelische Partnerhilfe“ ist vom Finanzamt Hannover-Mitte als mildtätig anerkannt. Seit 1996 wurden vom Verein und seinem Vorgänger über 53 Millionen Euro an Spenden gesammelt werden. (Stand: 2010)

## Ziel des Vereins
Ziel des Vereins ist die finanzielle Unterstützung von kirchlichen Beschäftigten der Evangelischen Kirchen in Osteuropa. Zu den Empfängerkirchen gehören u. a. die Evangelisch-Lutherische Kirche Estland, die Evangelisch-Lutherische Kirche Lettlands, die Evangelisch-Lutherische Kirche Litauens, die Union der Ev. Kongr. Kirchen in Bulgarien oder die Evangelische Kirche A.B. in Slowenien.

## Mitglieder
- Evangelische Kirche in Deutschland (EKD)
- Vereinigte Evangelisch-Lutherische Kirche Deutschlands (VELKD)
- UEK – Union Ev. Kirchen in der EKD
- Reformierter Bund
- Gustav-Adolf-Werk
- Martin-Luther-Bund
- Verband der Vereine evangelischer Pfarrerinnen und Pfarrer in Deutschland
- GKD – Gewerkschaft Kirche und Diakonie
- VEPPÖ – Verein evangelischer Pfarrerinnen und Pfarrer in Österreich[4]